# (20740) Sémery
(20740) Sémery, désignation internationale (20740) Semery, est un astéroïde de la ceinture principale.

## Description
(20740) Semery est un astéroïde de la ceinture principale. Il fut découvert le 13 décembre 1999 à la station Anderson Mesa par le programme LONEOS. Il présente une orbite caractérisée par un demi-grand axe de 3,14 UA, une excentricité de 0,16 et une inclinaison de 6,5° par rapport à l'écliptique.

## Compléments